# Neolecta
Neolecta é um género de fungos ascomicetes que possuem corpos frutíferos com forma de colunas não ramificadas a lobadas com formato de bastão, lisas e carnosas, com cores que vão do amarelo-vivo, ao laranja e amarelo-esverdeado claro, com altura de até 7 cm. Apesar da sua aparência, são distantemente aparentados com os fungos de Geoglossum e Microglossum.
Neolecta é o único género da família Neolectaceae, que é a única família na ordem Neolectales. Neolectales, por seu lado, é a única ordem na classe Neolectomycetes, a qual pertence ao subfilo Taphrinomycotina de Ascomycota.
Neolecta é encontrado na Ásia, América do Norte, Europa do Norte e Argentina. Vivem associados a árvores, e ao menos uma espécie , N. vitellina, cresce a partir de raízes menores do seu hospedeiro, mas não se sabe se o fungo é parasita, saprófita, ou mutualista. É supostamente comestível.
Neolecta não tem quaisquer parentes próximos. Filogeneticamente, agrupa-se com um grupo bizarro de Ascomycota basais incluindo Taphrina, um género dimórfico, meio levedura, meio fungo filamentoso, parasita de folhas, ramos e amentos; Schizosaccharomyces, um género de leveduras de fissão (p.e. Schizosaccharomyces pombe), e Pneumocystis, um género de parasitas dos pulmões dos mamíferos. Os corpos frutíferos de Neolecta consistem de hifas e um himénio. O himénio carece de paráfises e os ascos carecem de crozier, o que torna este género distinto dos fungos com aparência similar. Neolecta vitellina forma massas de conídios por gemulação, indicando a possibilidade de que também produz um estado de levedura. Contudo, até à data, não se conseguiu cultivar este género, sugerindo que seja parasita ou simbionte obrigatório. Fornece evidências importantes sobre a história evolutiva dos Ascomycota e tem sido chamado um fóssil vivo.